# Didymodon funkii
Didymodon funkii är en bladmossart som beskrevs av Garovaglio 1840. Didymodon funkii ingår i släktet lansmossor, och familjen Pottiaceae. Inga underarter finns listade i Catalogue of Life.